# Medusa (mitologia)
Medusa (in greco antico: Μέδουσα?, Médūsa, che vuol dire "protettrice", "guardiana", da μέδω, médō, "proteggere") è una figura della mitologia greca. Insieme a Steno ed Euriale è una delle tre Gorgoni, figlie delle divinità marine Forco e Ceto. Secondo il mito le Gorgoni avevano il potere di pietrificare chiunque avesse incrociato il loro sguardo e, delle tre, Medusa era l'unica a non essere immortale; nella maggioranza delle versioni viene decapitata da Perseo.

## Mito

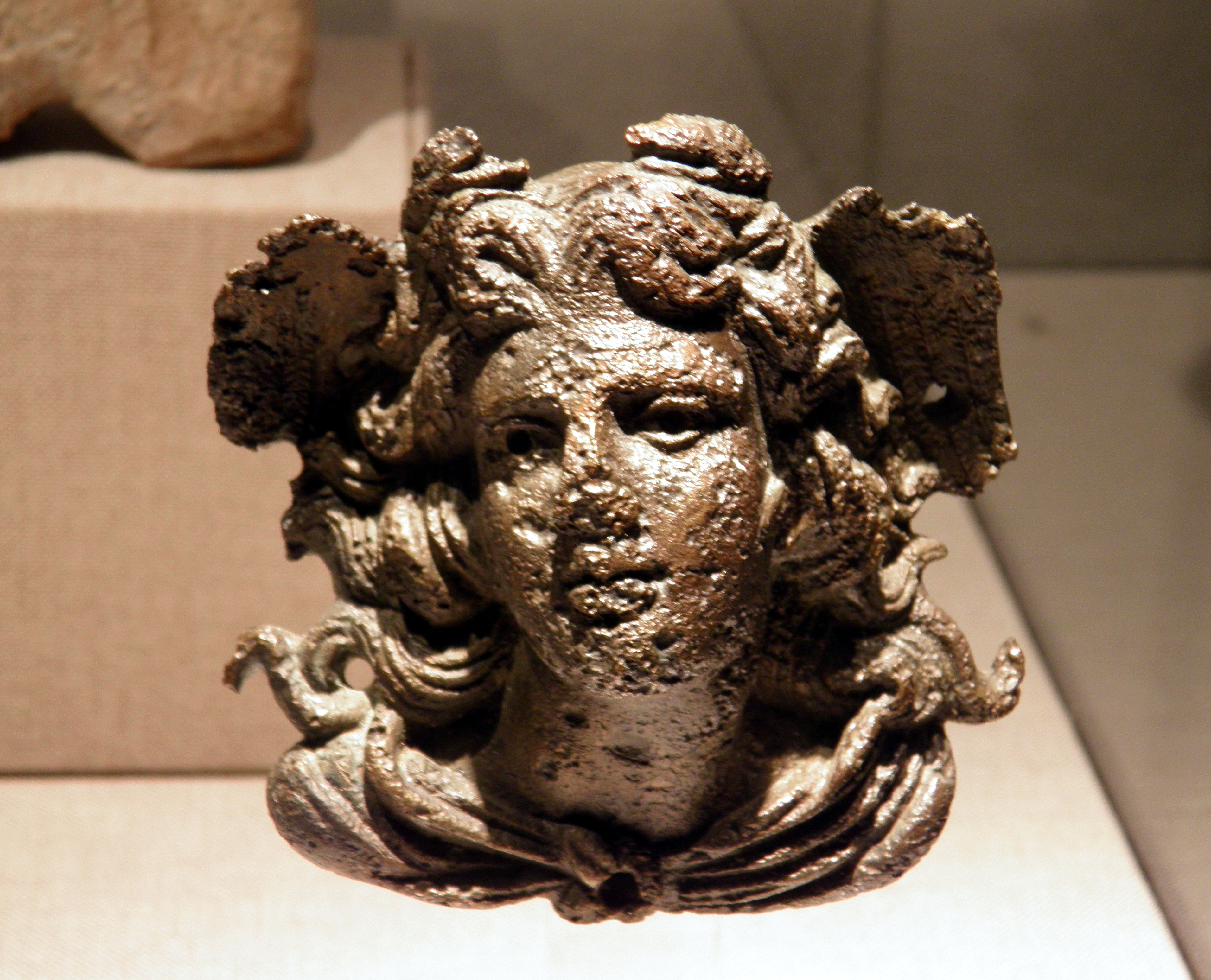
Ornamento romano in bronzo della testa di Medusa presso il Museo Romano-Germanico di Colonia

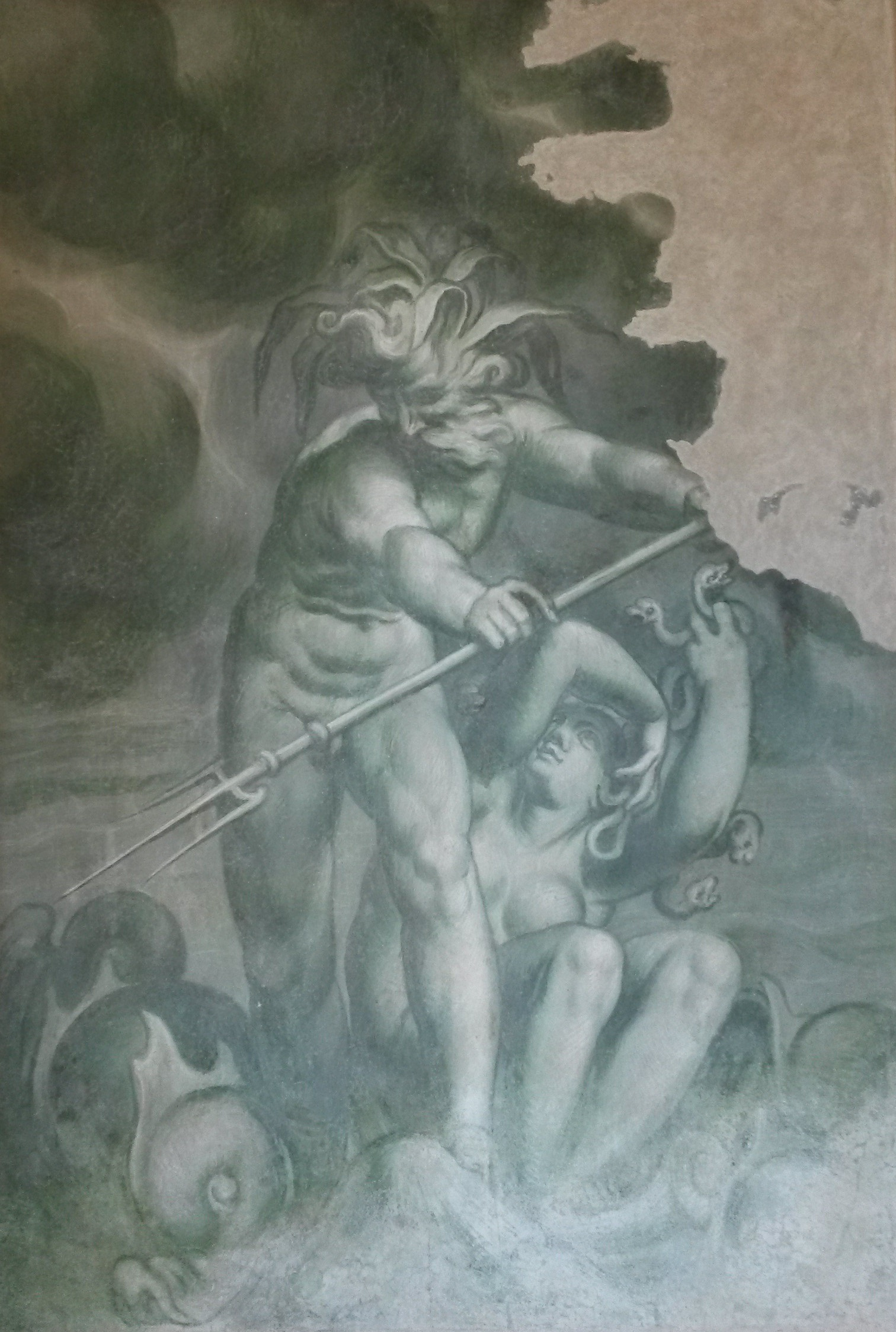
Paolo Farinati, Poseidone e la Medusa, 1590 circa, affresco, Villa Nichesola-Conforti, Ponton di Sant'Ambrogio di Valpolicella (Verona).

Nelle rappresentazioni più antiche, Medusa e le sue sorelle erano raffigurate come orrende donne con ali d'oro e mani di bronzo, dall'ampio viso rotondo ricoperto da squame di serpenti, secondo Apollodoro, bocca larga con zanne suine e, a volte, anche una corta barba ruvida. Più avanti, nell'arte, presero le sembianze di fanciulle bellissime con serpi al posto dei capelli.

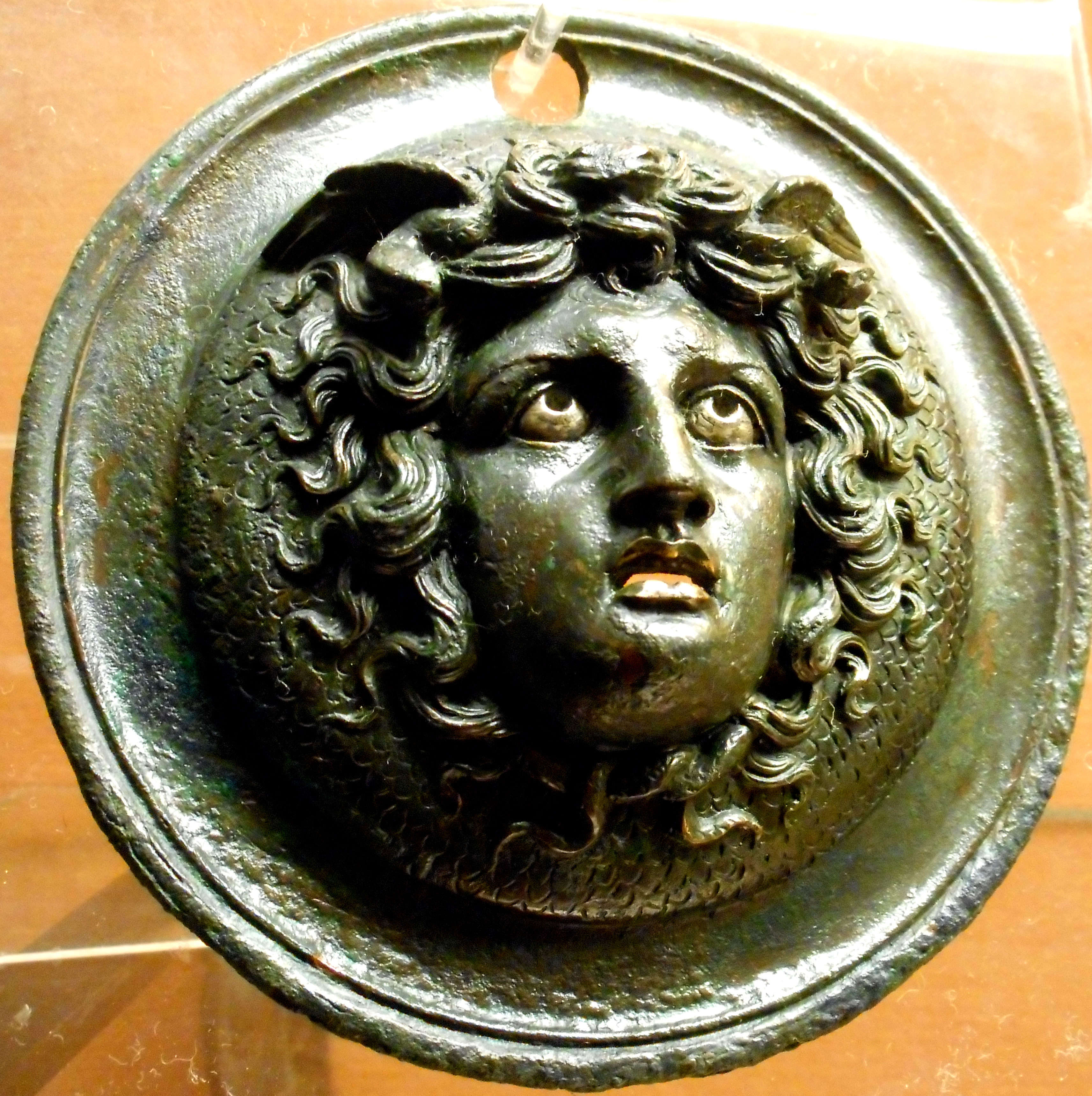
Medusa, bronzo in esposizione nel Museo archeologico nazionale di Napoli

Secondo Esiodo (Teogonia), Eschilo (Prometeo incatenato), Pausania e Nonno (Dionysiaca), il padre delle Gorgoni era il dio marino Forco; Esiodo e Apollodoro danno loro per madre la sorella di quest'ultimo, Ceto. Secondo Esiodo, esse vivevano nell'Oceano Occidentale, vicino a dove abitavano anche le Esperidi e la Notte, o presso la città di Tartesso; tradizioni successive le collocano invece in Libia.
Secondo altri autori (Ovidio, Apollodoro, Esiodo), Medusa era invece in origine una donna bellissima: a mutarla in mostro sarebbe stata la dea Atena, come punizione per essersi offerta aver giaciuto con Poseidone in uno dei templi a lei dedicati; secondo altre versioni ancora, Atena era avversa a Medusa perché quest'ultima aveva osato competere con lei in bellezza.
Va notato che alcuni autori riconoscono l'esistenza di una sola "Gorgone", non meglio identificata; Omero ad esempio la cita tra le ombre dell'Ade nell'Odissea, e nell'Iliade afferma che la testa della Gorgone è fissata sull'egida di Atena.

### Uccisione di Medusa

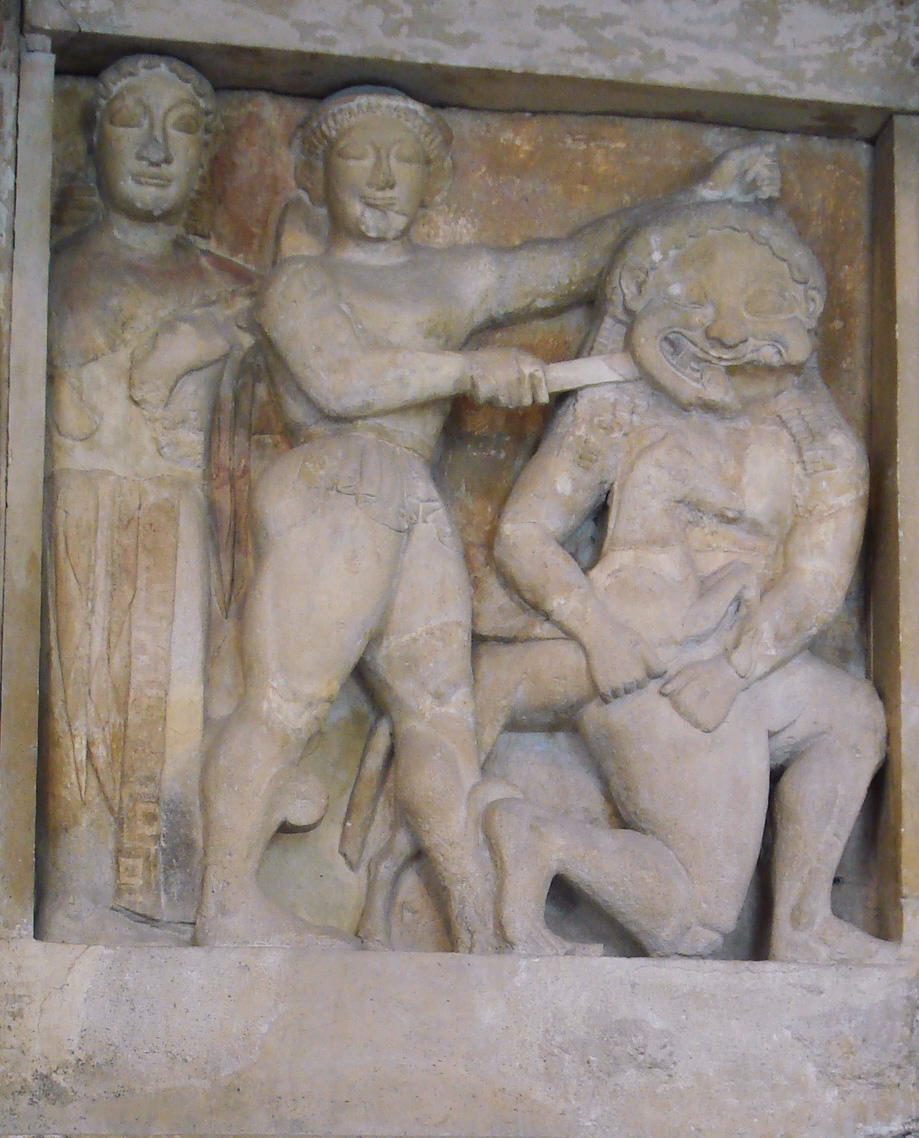
Raffigurazione di Perseo che uccide Medusa, da una metopa del Tempio C di Selinunte

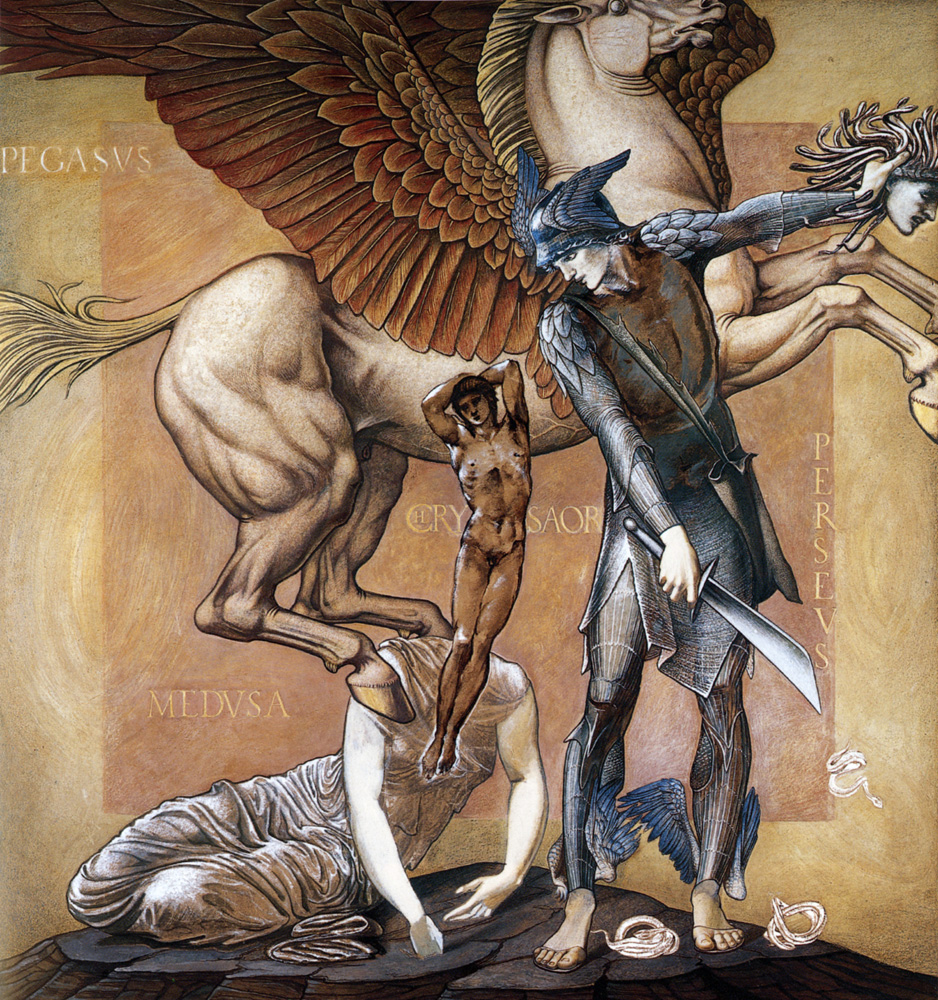
Pegaso e Crisaore nascono dal corpo di Medusa in un'illustrazione di Edward Burne-Jones

Il re di Serifo, Polidette, inviò Perseo a uccidere Medusa, pensando in tal modo di liberarsi di lui per poterne sposare la madre, Danae. Perseo rintracciò le Graie, togliendo loro il solo dente e l'unico occhio finché esse non gli indicarono la dimora delle ninfe dello Stige: queste ultime diedero all'eroe dei sandali alati e una kibisis (termine interpretato come "zaino", "sacca" o "tasca"), oltre all'elmo dell'invisibilità di Ade; da Ermes ricevette inoltre un falcetto adamantino; secondo alcuni racconti, prima di partire per la missione venne inoltre condotto da Atena a Samo, dove la dea gli avrebbe mostrato tre simulacri delle Gorgoni perché imparasse a riconoscere Medusa dalle sue due sorelle. Raggiunto quindi il luogo dove dimoravano le Gorgoni, le trovò che dormivano: con la mano guidata da Atena e guardandone il riflesso nello scudo per evitare di restare pietrificato, Perseo riuscì (secondo alcune tradizioni usando un harpe), a decapitare Medusa: dalla ferita uscirono subito il cavallo alato Pegaso e il gigante Crisaore, i figli che la Gorgone aspettava da Poseidone.
Svegliatesi, le due sorelle di Medusa tentarono di inseguire Perseo il quale però riuscì, invisibile, a fuggire in groppa a Pegaso portando con sé la testa della Gorgone in un sacco.
Dal sangue di Medusa, secondo alcune versioni, nacquero inoltre l'anfesibena e il corallo (o "gorgonia", in greco gorgonion), quest'ultimo da alcune alghe pietrificate al contatto con la testa della gorgone.

### Dopo la morte

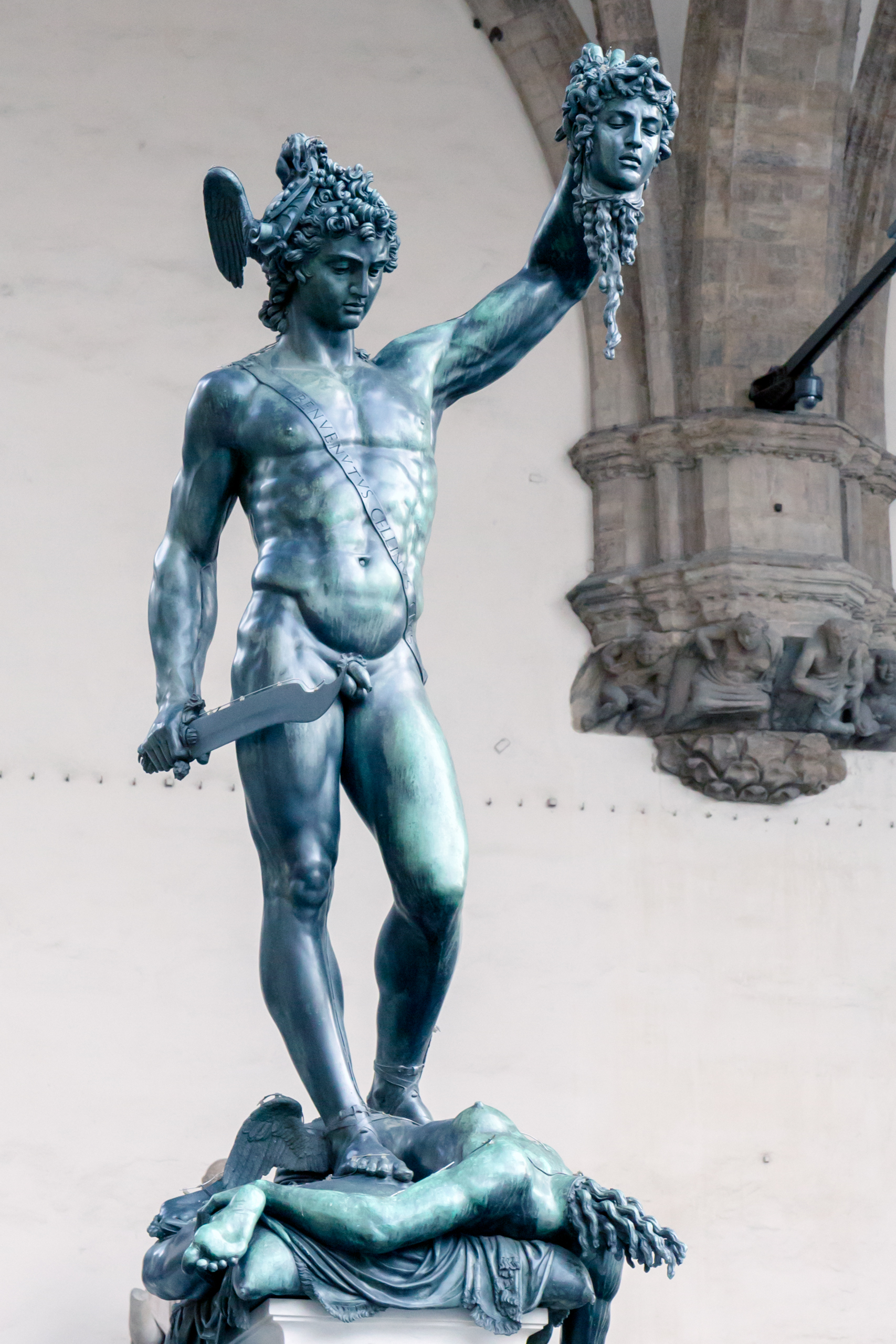
Perseo con la testa di Medusa, di Benvenuto Cellini (1545-54)

Perseo portò con sé la testa di Medusa, la quale non aveva perso il suo potere di pietrificare con lo sguardo, e la usò come arma contro numerosi altri avversari e nemici. Ad esempio, prima di tornare a Serifo, Perseo rimase o passò in Africa (o nell'Esperia), dove incontrò Atlante che tentò di ucciderlo, visto che era figlio di Zeus (una profezia gli aveva infatti predetto che sarebbe caduto per mano di un figlio di Zeus); Perseo quindi lo mutò in pietra con la testa della gorgone, dando origine all'odierna catena montuosa dell'Atlante.
Usò poi la testa per pietrificare il mostro marino che minacciava Andromeda, principessa d'Etiopia (in altre versioni invece lo uccise con una spada), sposando poi la fanciulla. Lo zio di lei Fineo, a cui era stata inizialmente promessa, fece irruzione nella sala delle nozze con un gran numero di seguaci per uccidere Perseo: questi dapprima uccise alcuni assalitori con varie armi, dopodiché si servì del capo della Gorgone per eliminare i superstiti, tra cui Fineo. In seguito Perseo usò la testa contro Preto, fratello di suo nonno Acrisio, che aveva scacciato lo stesso Acrisio dal trono di Argo.
Tornato a casa, impietrì Polidette, che voleva costringere Danae a sposarlo, e fece lo stesso coi suoi cortigiani; infine secondo alcune versioni pietrificò anche il suo stesso nonno, Acrisio, che voleva impedirgli di passare nei suoi territori (ma per altri autori Acrisio fu ucciso per sbaglio da Perseo, che lo colpì con un disco). In seguito Perseo diede la testa ad Atena, che la pose al centro della sua egida. Atena cedette successivamente ad Eracle parte dei capelli della Gorgone, aventi un effetto simile a quello dell'intera testa, chiusi in un'urna; l'eroe a sua volta la diede a Sterope, figlia di Cefeo.
Riguardo al resto del suo corpo, una tradizione ateniese sosteneva che sarebbe stato sepolto sotto l'agorà.

## Interpretazioni
Alcuni autori hanno tentato di razionalizzare il mito di Medusa. Pausania, ad esempio, nella Periegesi della Grecia, afferma che Medusa sarebbe stata la regina delle popolazioni che vivevano intorno al lago Tritone, succeduta a suo padre Forco dopo la morte di questi; alla loro guida andava a caccia e in battaglia. In una di queste occasioni, mentre era accampata contro le truppe di Perseo, sarebbe stata assassinata nottetempo. Perseo, ammirandone la bellezza, avrebbe portato con sé la sua testa per mostrarla ai greci. Anche Diodoro Siculo tenta una spiegazione razionale, affermando che le Gorgoni sarebbero state in realtà membri di una razza di donne guerriere abitanti della Libia, contro cui Perseo sarebbe andato in guerra.

## Influenze nell'arte, nella cultura e nella cultura di massa
La figura di Medusa è un soggetto che ha lasciato una traccia ben visibile nel corso dei secoli; nella maggior parte dei casi la sua sola testa, il gorgoneion. Le più antiche rappresentazioni plastiche del mito che ci sono pervenute sono una rappresentazione di Perseo che uccide Medusa sotto gli occhi di Atena, su una metopa da Selinunte (540 a.C., oggi al Museo Archeologico di Palermo) e una Medusa sul frontone occidentale del tempio di Artemide a Corfù (580 a.C., oggi al Museo Archeologico di Corfù).
Fra i molti dipinti in cui è rappresentata, particolarmente noti sono Scudo con testa di Medusa di Caravaggio (1590 circa) e La Medusa di Peter Paul Rubens (1618 circa); piuttosto note sono le sculture Perseo con la testa di Medusa di Benvenuto Cellini (1545-1554) e Busto di Medusa di Gian Lorenzo Bernini (1630).

La testa di Medusa
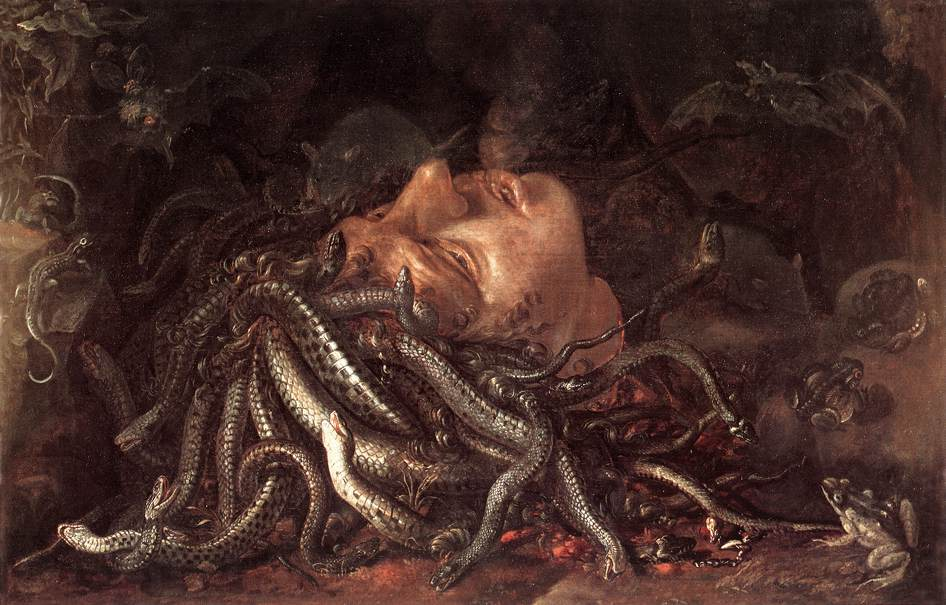
Anonimo fiammingo, olio su tavola, 16º secolo, Galleria degli Uffizi.
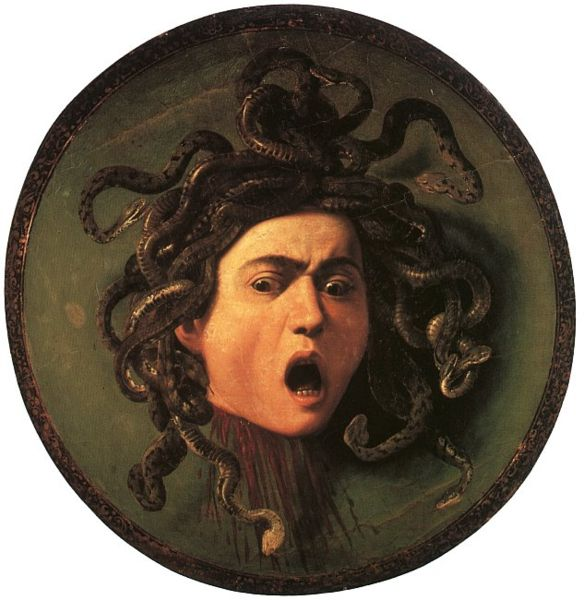
Michelangelo Merisi da Caravaggio, Scudo con testa di Medusa, olio su tela, tra il 1595 e il 1598, Galleria degli Uffizi.
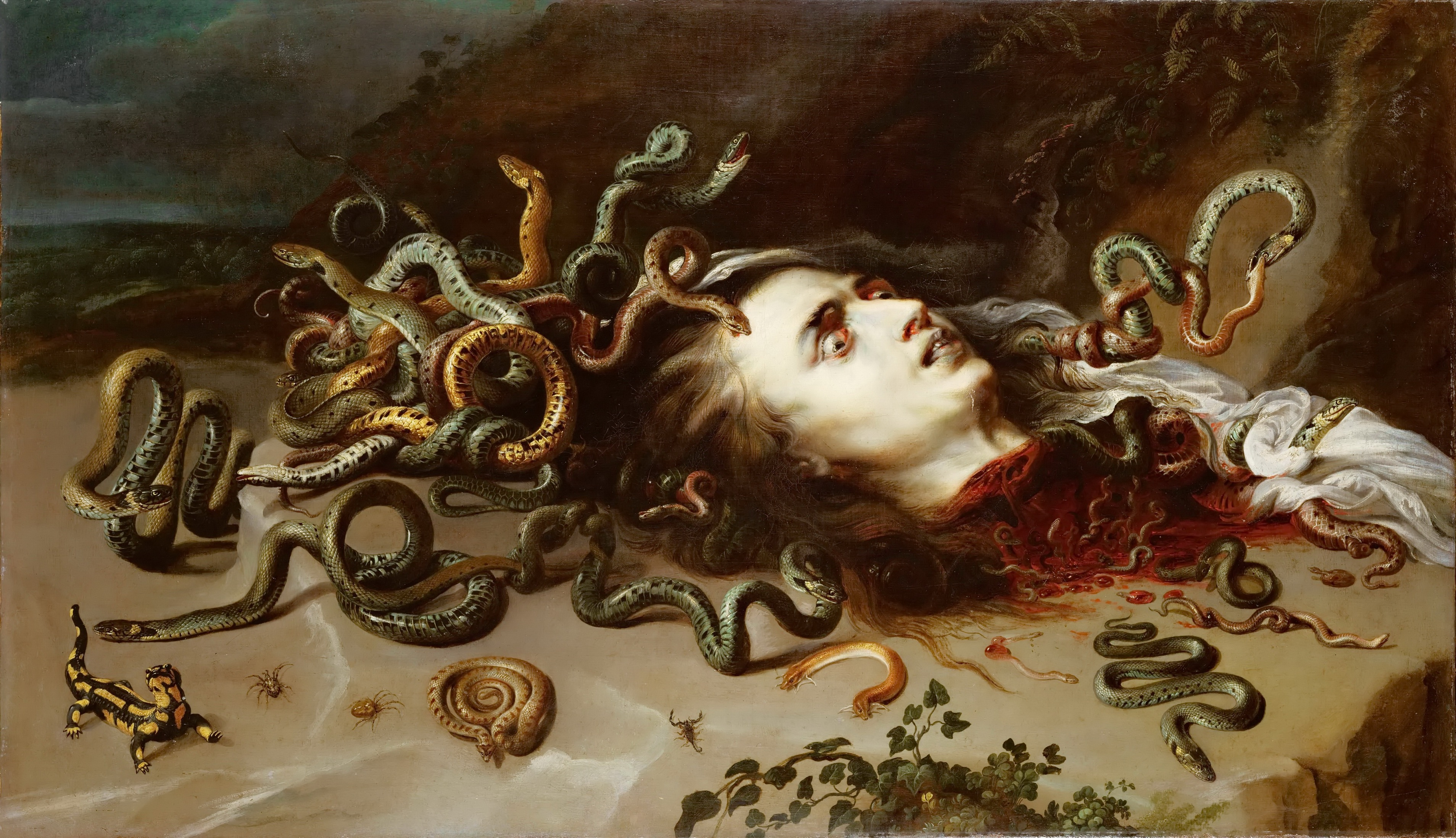
Peter Paul Rubens, Medusa, olio su tela, 1617-1618

Dal punto di vista letterario, Medusa è ripresa ne Le metamorfosi di Ovidio (IV, 799-801: "La figlia di Giove si voltò e si coprì con l'egida il casto volto, ma, perché quell'oltraggio non restasse impunito, mutò in luride serpi i capelli della gorgone"), nonché nel IX canto dell'Inferno dantesco (51-57: "Volgiti indietro, e tien lo viso chiuso: che se il Gorgon si mostra, e tu il vedessi, nulla sarebbe del tornar mai suso").
Il personaggio è inoltre ricorrente nella cultura di massa, dove frequentemente Medusa (oppure una o più "meduse" intese come razza di creature) appare come antagonista in romanzi, film, serie animate, giochi di ruolo e videogiochi, soprattutto di ambito fantasy, anche senza collegamenti con l'originale contesto mitologico e anche cambiandone l'aspetto (ad esempio, rappresentandola con una coda di serpente al posto delle gambe o l'aspetto da rettile).
A Medusa sono intitolate le Medusae Fossae su Marte.